# Horner Kirche

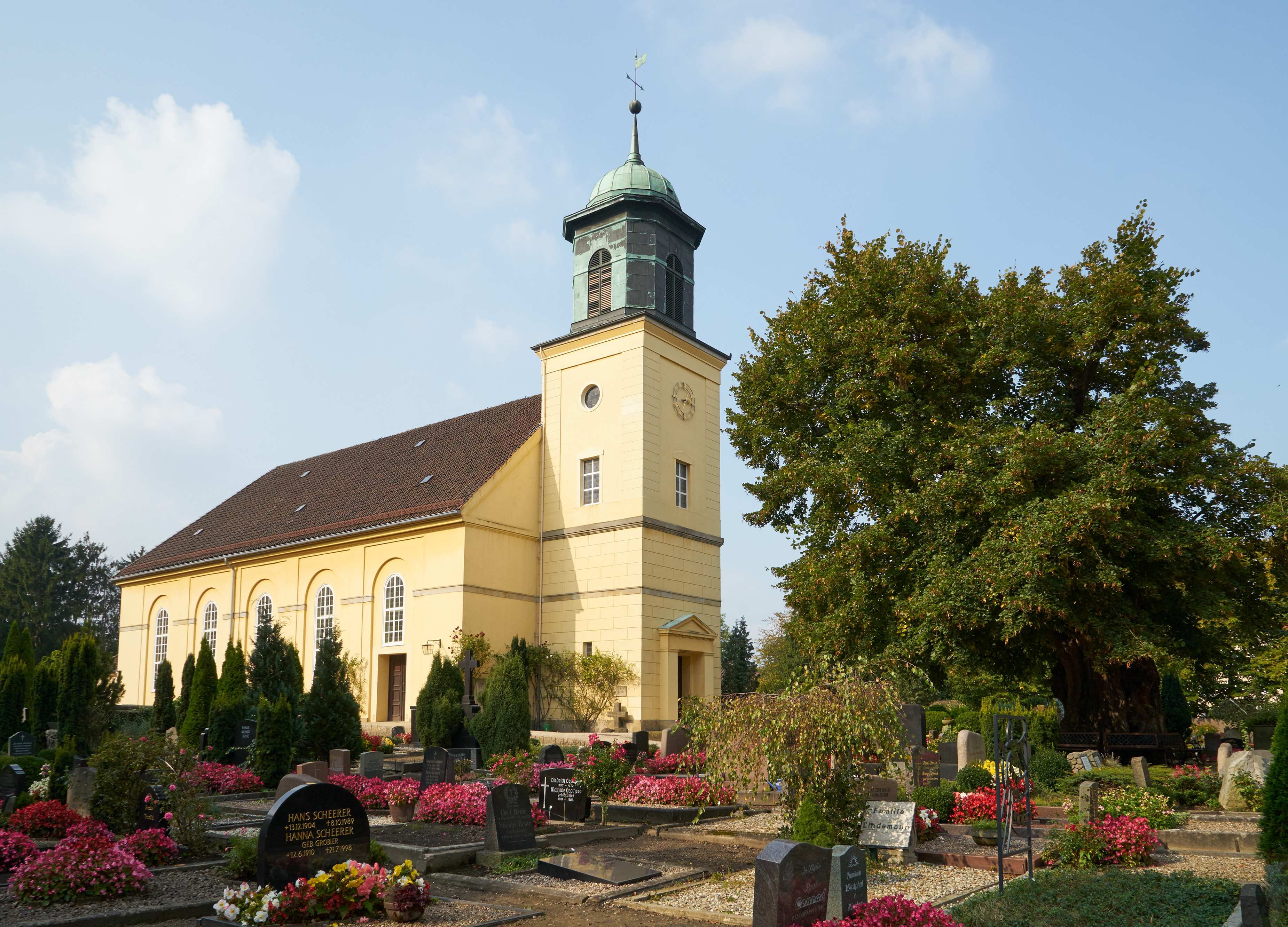
Horner Kirche und Horner Linde

Die Horner Kirche in Bremen-Horn-Lehe, Ortsteil Horn, Horner Heerstraße Nr. 30, ist die evangelische Kirche zum Heiligen Kreuz von 1824. Sie steht seit 1973 unter Denkmalschutz.

## Geschichte
Vorgänger:
Nach dem Eintreffen holländischer Siedler 1106 wurde in den von 1116 bis 1179 das erste Gotteshaus errichtet. 1187 erhielt es den Namen Ecclesia sanctae crucis tom Horne (Kirche vom Heiligen Kreuz zu Horn). Sie wurde dem Kollegialstift St. Ansgarii übertragen. Nach der Reformation ging sie an den Bremer Rat als neuen Kirchenpatron.

Über das erste Kirchengebäude ist wenig bekannt. Vermutlich war es eine typisch romanische Dorfkirche. Sie brannte mehrmals ab und wurde wiederaufgebaut. 1822 erfolgte ihr Abriss wegen Baufälligkeit.
Heutige Kirche:
Von 1822 bis 1824 wurde eine klassizistische Saalkirche mit Satteldach und ohne Apsis auf dem alten Fundament errichtet. Nach konsequent evangelisch-reformierten Prinzipien lagen die Einrichtungen für Predigt und Abendmahl in der Mitte einer Längswand. 
1894 erfolgte nach Plänen des Architekten Wilhelm Weyhe ein erheblicher Umbau hin zu traditionelleren Formen.

## Architektur
Turm:
Der Glockenturm, der sich ursprünglich im Westen befand, wurde aus repräsentativen Gründen dem Kirchenschiff im Osten vorgesetzt. Er hat nun drei Geschosse. Das untere reicht bis zu einem Gesims in Höhe der Dachtraufe des Schiffs und ist gequadert. In seiner Ostwand befindet sich das von Pilastern und einer antikisierenden Attika gerahmte Portal. Oberhalb des Simses bis zu den knapp über dem First des Schiffs liegenden Mauerkronen sind die Ecken durch flache Lisenen betont. Ein Mauervorsprung schießt die so gebildeten flachen Blenden nach oben ab. Die frei liegenden Turmseiten haben hier je ein rechteckiges Fenster, darüber nach Osten eine Turmuhr, nach Norden und Süden in deren Höhe einen Okulus.
Das oberste Geschoss ist als achteckige Laterne gestaltet und beherbergt die Glockenstube. Es hat an vier Seiten je ein Schallfenster und ist mit einer Haube bekrönt, auf der eine Wetterfahne mit dem Bremer Schlüssel sitzt.
Außenwände:
Die Längswände sind außen durch Lisenen gegliedert. Jedes der rundbogigen Fenster ist von einer Rundbogenblende umgeben.
Kirchenraum:
Der Innenraum der Kirche war zunächst, wie bei reformierten Neubauten üblich, ein quer orientierter Predigtraum. Seit dem Umbau von 1894 steht der Altar im Westen der Kirche. Der Gottesdienstraum ist durch Reihen von je vier Stützen in drei Schiffe gegliedert. Eine U-förmig umlaufende Empore füllt die Seitenschiffe und trägt auf der östlichen Verbindung zwischen beiden Seiten die Orgel. Vom Boden bis zur Empore sind die Stützen quadratische Pfeiler, bestehend aus einer Holzverkleidung um Eisenteile, die von einer Eisenbahnbrücke stammen. Oberhalb stützen hölzerne Säulen die Flachdecken über den Seitenschiffen. Ebenfalls aus Holz sind die fensterlosen Hochschiffswände und die gut zwei Meter höher gelegene Kassettendecke des Mittelschiffs. So hat der Raum insgesamt den Querschnitt einer Pseudobasilika; im  Dehio-Handbuch Bremen/Niedersachsen steht stattdessen unglücklicherweise „Pseudohalle“.

## Ausstattung

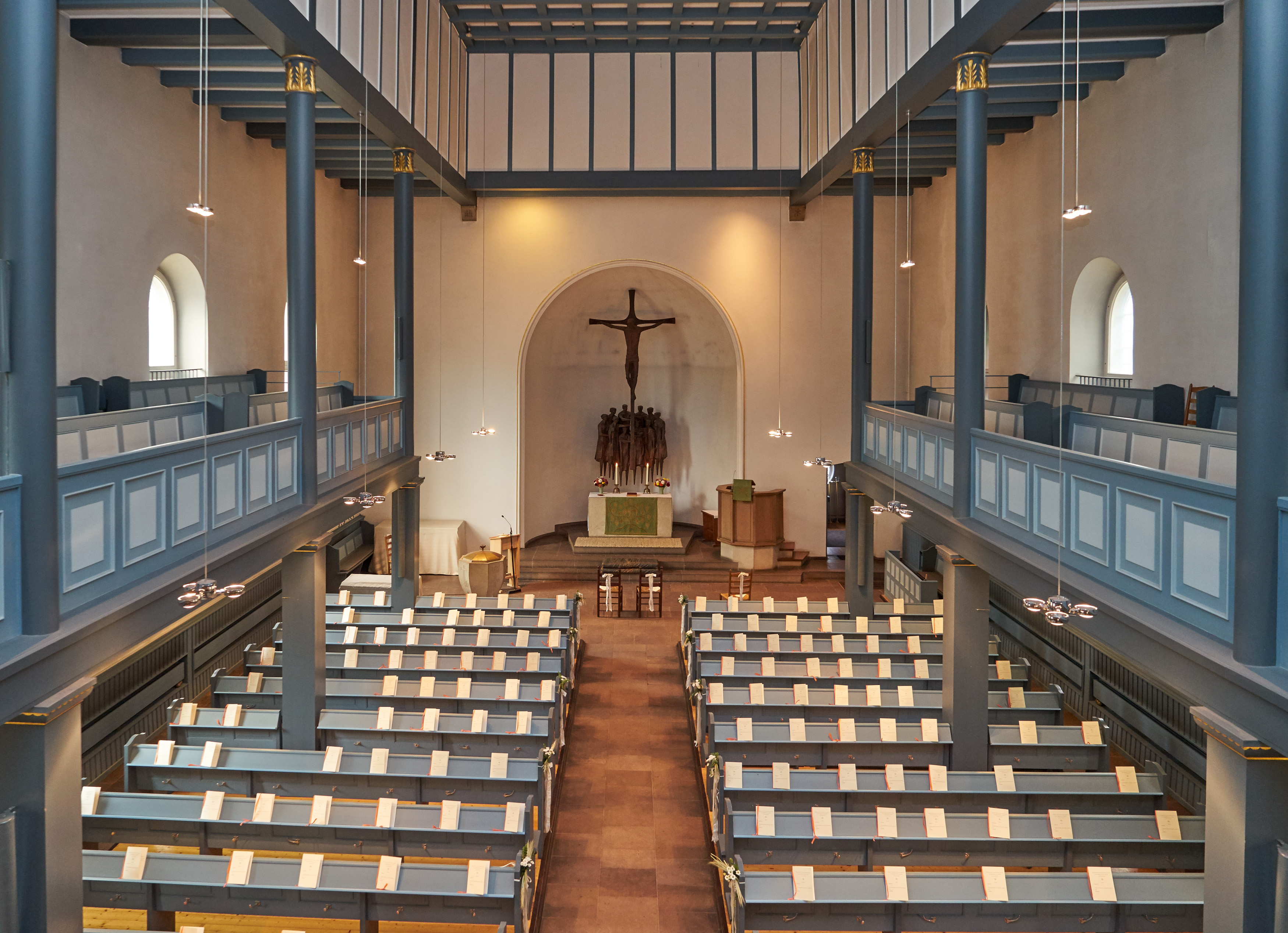
Kirchenraum

Das Inventar ist weitgehend neu. Das Kruzifix aus Kupfer in der Apsisnische, umrahmt von zehn Menschengestalten, stammt von Claus Homfeld. Der Altar ist aus einem Sandsteinblock gefertigt, ebenso wie der Fuß der Kanzel und das Taufbecken.
Orgel: Die Orgel ist 1955 von der Orgelbaufirma Paul Ott aus Göttingen erbaut worden. Im Laufe der Zeit erfolgten umfangreichere Arbeiten am Instrument, 1972 durch den Wilhelmshavener Orgelbauer Alfred Führer, 1996 durch den Walsroder Orgelbauer Martin Haspelmath und 2011 durch die Mainbernheimer Firma Werner Mann. Sie hat Hauptwerk (C–f3), Oberwerk (C–f3), Pedal (C–f1) und Koppeln (Spielhilfen).
Das 1986 nach flämischen Vorbildern gebaute Cembalo stammt von Theo de Haas aus Haarlem. Es hat zwei Manuale (FF–f3 und FF–f3 8′ mit Lautenzug).
Die 1983 erbaute Truhenorgel hat ein Manual (C–f3).
Glocken: Im Turm hängen zwei Glocken von 1451 von einem niederländischer Meister und von 1633. Ursprünglich hing die ältere Glocke in einer zerstörten Kapelle im heutigen Bremer Ortsteil St. Magnus. Ab 1822 waren mindestens zwei Glocken vorhanden. In den beiden Weltkriegen musste jeweils Glocken abgegeben werden. Nach dem Zweiten Weltkrieg erhielt die Kirche eine 1633 von Paul Kolfe gegossene Glocke, die ursprünglich in der Realschule in der Altstadt hing und von dort aus zunächst in das Focke-Museum gelangte.

## Friedhof
Die Horner Kirche umgibt ein von einer Mauer umzogener evangelischer Friedhof mit historischen Grabstätten und Gräbern Bremer Persönlichkeiten, dem Kriegerdenkmal und einer älteren, großen Gruft.
Die Horner Linde auf dem Kirchhof gilt mit 800 oder 900 Jahren als ältester Baum Bremens. Hier fand im frühen Mittelalter der Thing statt, die Gerichtsstätte „dinghe tho dem Horne“.

## Kirchengemeinde Horn
Die evangelischen Kirchengemeinden in Horn haben sich nach langer Trennung wieder vereinigt.

Der Gemeinde gehört das Pfarrhaus Horn I von 1878 in der Berckstraße 27, in dem die Vereine Fluchtraum Bremen und Zuflucht – Ökumenische Ausländerarbeit ihren Sitz haben sowie der Kindergarten in Horn, Luisental 27, welcher sich 1991 aus einem Spielkreis entwickelte.
Musikalisch wirken hier der Kirchenchor, der Posaunenchor, der Gambenkreis und der Flötenkreis.
Von 1829 bis 1864 wirkte 35 Jahre lang Johann Melchior Kohlmann als Pastor.
Seit dem 1. Juni 2018 ist Jonathan Hiese Kantor der Horner Kirche.